# 담헌서
《담헌서》(湛軒書)는 조선 후기의 실학자 홍대용이 자신이 지은 글을 직접 모아 엮은 시문집으로, 모두 15책으로 되어 있다. 《담헌집》(湛軒集)이라고도 하며, 홍대용이 죽은 뒤 약 150년이 지난 1939년에 홍대용의 5대손 홍영선(洪榮善)이 신조선사(新朝鮮社)에서 필사본을 바탕으로 7책의 활자본을 발간하였다.
그는 이 책에서 지구의 자전설(轉設)을 주장하여 주목을 끌었고, 중국·서양의 문물을 소개하였으며, “기(氣)·화(火)·수(水)·토(土)”의 4원소론에서 “기”를 물적(物的)인 것으로 보아 기화설(氣化說)로 모든 자연 현상을 설명하였을 뿐만 아니라, 당시의 사회 모순, 학계의 통폐, 경제 제도의 폐단 등을 신랄히 비판하고, 보다 실제적이고 민주적이며 과학적인 대안(代案)을 제시하였다.
- 담헌내서 : 내집이라고도 한다.
  - 경학 : 《사서문의(四書問疑)》, 《삼경문변(三經問辨)》, 《심성문(心性問)》 등
  - 정책론 : 《임하경륜(林下經綸)》
  - 학문관·자연관·사회관·국가관·역사관 등에 관한 독창적인 자기 견해의 종합적 저술 : 《의산문답(毉山問答)》
  - 세손(世孫, 정조) 보필 시의 일기 : 《계방일기(桂坊日記)》[1]
  - 시·서간·묘문 등 문예 작품
- 담헌외서
  - 북경 기행문 : 《연기(燕記)》, 《건정필담(乾淨筆談)》
  - 북경 방문 중에 사귄 청나라 사람들에게 보낸 편지글 : 《항전척독(杭傳尺牘)》
  - 수학·천문학 : 《주해수용(籌解需用)》